# Tomate (color)

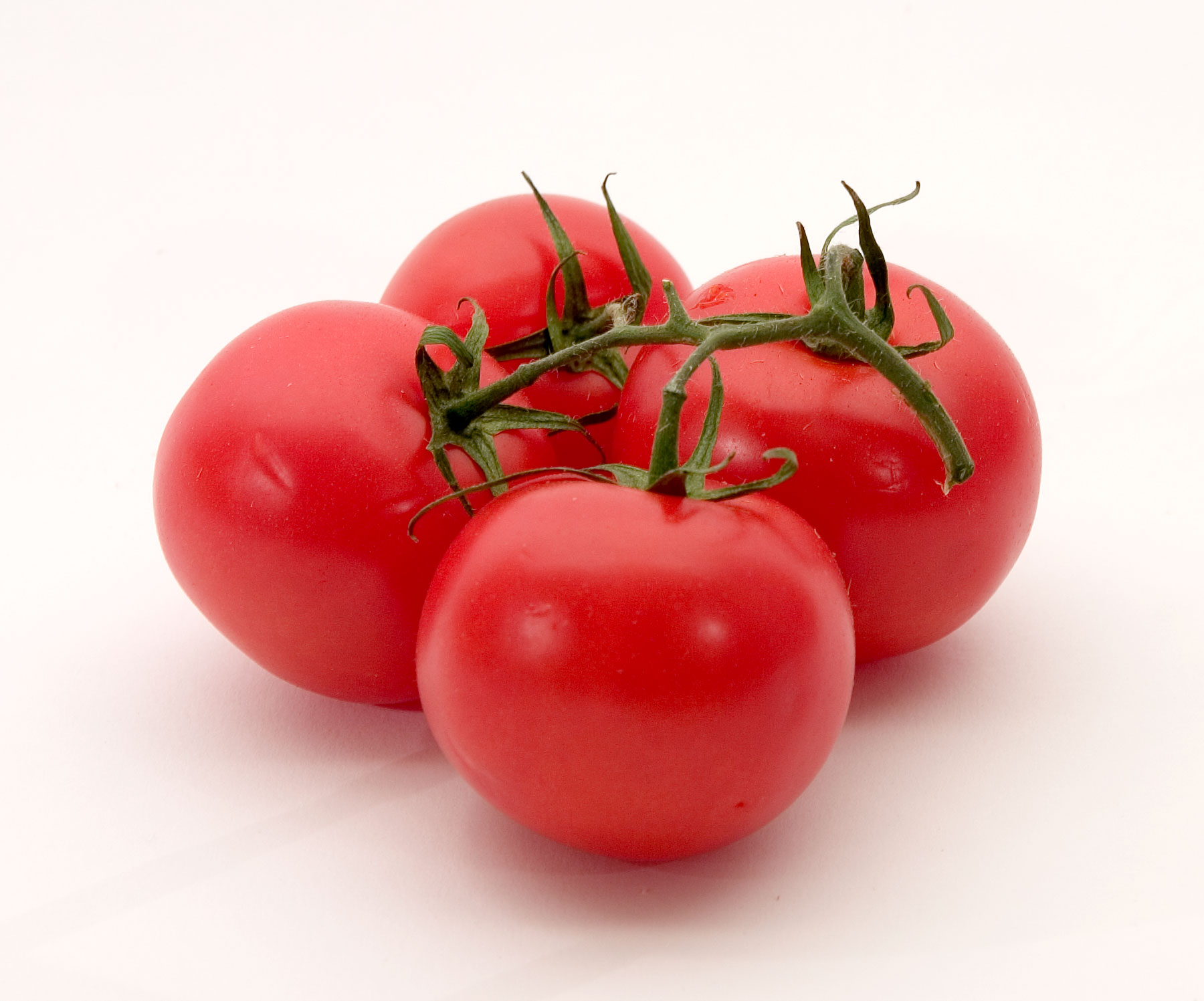
Tomates maduros de la variedad «cherry»

El tomate (del náhuatl tomātl, ‘tomate’), también llamado rojo tomate, es un color rojo intenso, semioscuro, de textura visual brillante, que corresponde específicamente a la coloración predominante del tomate maduro, esto es una fruta que crece de la tomatera (Solanum lycopersicum).
En Ecuador y sur de Colombia se le denomina tomate al color naranja, probablemente en referencia al solanum betaceum (llamado allí tomate de árbol).

## Color web
Los colores web establecidos por protocolos informáticos para su uso en páginas web incluyen una tonalidad rojo anaranjada denominada tomato (‘tomate’), la cual se muestra debajo. En programación es posible invocarla por su nombre, además de por su valor hexadecimal. Véase colores web.

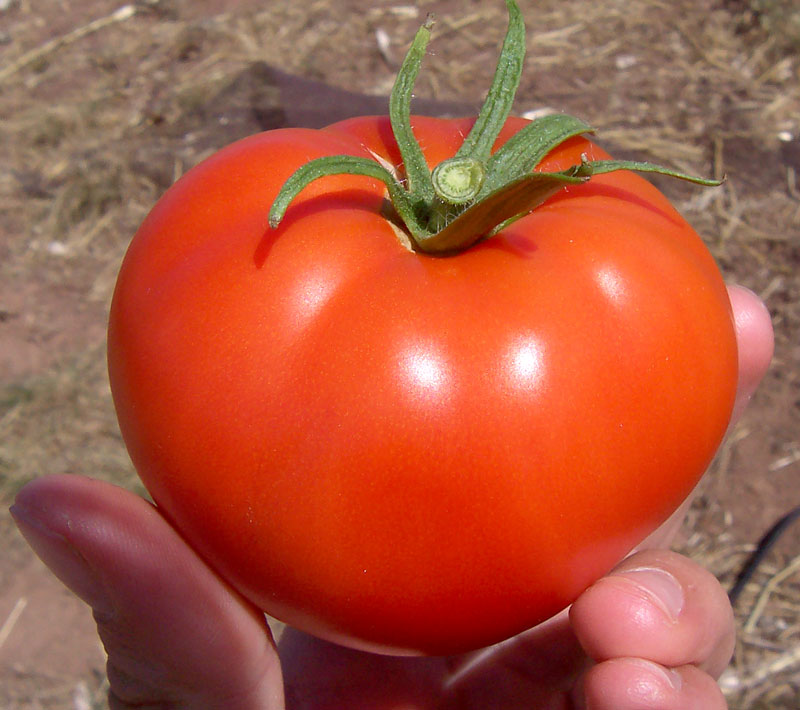

|           | Tomato            |
| HTML      | #FF6347           |
| RGB       | (255, 99, 71)     |
| HSV       | (9°, 72 %, 100 %) |
| Protocolo | X11               |